# Chic Young
Chic Young (eg. Murat Bernard Young), född 9 januari 1901 i Chicago, Illinois, död 14 mars 1973 i St. Petersburg, Florida var en amerikansk serietecknare.
År 1930 skapade han seriefiguren Blondie som sedan har publicerats i 1 500 tidningar världen runt. För närvarande skapas serien av hans son Dean Young.